# Лабарт-Бле
Лаба́рт-Бле (фр. Labarthe-Bleys, окс. La Barta de Bluèis) — коммуна во Франции, находится в регионе Юг — Пиренеи. Департамент — Тарн. Входит в состав кантона Кармо-2 Валле-дю-Серу. Округ коммуны — Альби.
Код INSEE коммуны — 81111.

## География

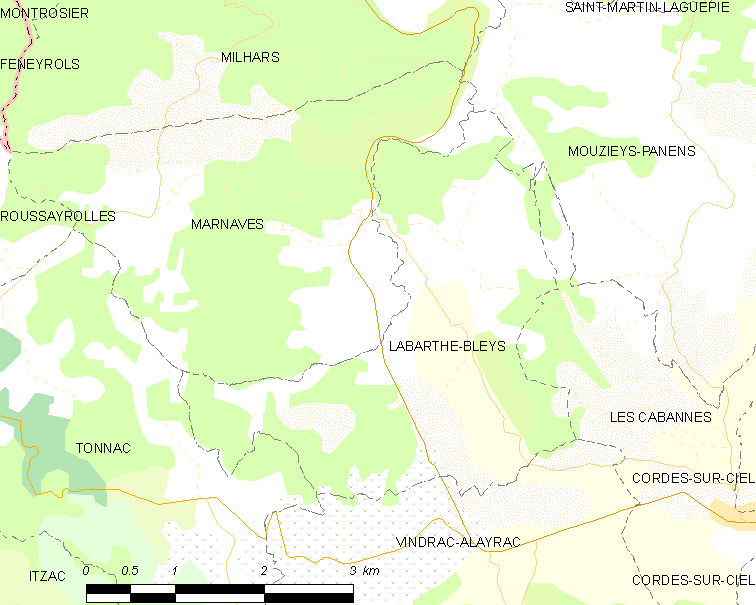
Карта коммуны

Коммуна расположена приблизительно в 540 км к югу от Парижа, в 65 км северо-восточнее Тулузы, в 26 км к северо-западу от Альби.
По территории коммуны протекает река Серу.

## Климат
Климат умеренно-океанический. Зима мягкая и дождливая, лето жаркое с частыми грозами. Ветры довольно редки.

## Население
Население коммуны на 2010 год составляло 83 человека.
| 1962 | 1968 | 1975 | 1982 | 1990 | 1999 | 2010 |
| ---- | ---- | ---- | ---- | ---- | ---- | ---- |
| 84   | 81   | 78   | 70   | 65   | 83   | 83   |

## Экономика
В 2007 году среди 48 человек в трудоспособном возрасте (15—64 лет) 32 были экономически активными, 16 — неактивными (показатель активности — 66,7 %, в 1999 году было 71,4 %). Из 32 активных работали 30 человек (18 мужчин и 12 женщин), безработных было 2 (1 мужчина и 1 женщина). Среди 16 неактивных 2 человека были учениками или студентами, 9 — пенсионерами, 5 были неактивными по другим причинам.